# Gelo amorfo
Gelo amorfo é um sólido amorfo formado de água, significando que consiste de moléculas de água que são aleatoriamente arranjadas como os átomos de vidro comum (disto ser chamado também de gelo vítreo). O gelo comum é um material policristalino. Gelo amorfo é distinto pela sua falta de ordem de maior escala. Gelo amorfo é produzido pelo resfriamento de água líquida rapidamente (equivalente a uma taxa de variação de temperatura de cerca de 1.000.000 Kelvins por segundo), o que faz com que as moléculas não tenham tempo suficiente para formar um retículo cristalino.
Embora quase toda o gelo de água na Terra está na forma familiar de gelo Ih, o gelo amorfo domina nas profundezas do meio interestelar, fazendo desta, de longe, a estrutura mais comum para H2O no universo em maior escala.
Assim como existem muitas diferentes formas cristalinas de gelo, existem também diferentes formas de gelo amorfo, distinguidas principalmente pelas suas densidades.